# 佳里子龍廟
子龍廟玉敕永昌宮，又稱佳里永昌宮，位於臺灣臺南市佳里區子龍里，主祀趙聖輔天帝君。為奉祀三國蜀漢名將常山趙子龍臺灣首廟，少數主祀供奉常山趙子龍的廟宇之一。亦是南部廟宇中惟二主祭蜀漢五虎將中的兩位虎將的廟宇(另一是關羽，即關帝廟或武聖祠)。當地聚落也因廟得名為「子龍廟」或再訛作台語同音的「子良廟」（tsú-liông-biō），日治時代糖鐵並設置子良廟車站，而在當地設立的「子龍里」更成為國內少數以神明姓名來命名的村里之一。今日廟體為民國八十四年（1995年）建造。
該廟最醒目的標的，即是趙子龍騎馬挺槍、懷抱三國蜀漢幼主劉禪的塑像，為屏東周俊雄於民國七十二年（1983年）所作。:42

## 歷史沿革
子龍廟漢人聚落源於隨鄭成功渡台的福建同安人林六叔，被分配墾殖於佳里興堡東勢寮。
清朝康熙三十年（西元1691年），佳里興堡東勢寮村民為求精神寄託，決定築草寮供奉神明。此時村人林廷龍於溪中捕魚，發現溪中有一塊漂流木盤旋不去，亦無法令其隨溪水沖走。拾起後才發現上面被白蟻咬上「常山趙子龍」（趙雲，三國時期蜀漢將軍）字樣，村民認為是神意，而將此木供奉於草寮。之後有陌生唐山木雕師，自稱來自唐山泉州，聲稱趙將軍托夢於他，希望他將漂流木雕成金身，才將此木雕為大、小趙子龍將軍像，東勢寮亦於此時改稱子龍廟。因趙雲為後主劉禪封為永昌候，因此該廟亦稱為「永昌宮」。落成之日為二月十六日，遂以這天為子龍爺的誕辰日。:43
大正四年（1915年），原建廟宇年久失修。由經營糖廍致富的正董事林波:43（林碧池，林精鏐與林金莖之祖父）、副董事林光粽、林玉抒等會集村庄耆老，倡議改建，坐向改為坐東朝西。
民國四十六年（1957年），廟宇在一次雷雨中遭擊破損，推選林量擔任主任委員，集資進行重修。至民國四十八年（1959年）十月重修完成。
民國七十八年（1989年）1月，子龍廟永昌宮因年久陳舊，再度重建。組織重建委員會，聘前駐日大使林金莖為名譽主任，林立任主任委員。民國七十九年（1990年）十月由林金莖等人親自破土動工，遵照趙聖帝君降駕指示建造方位為「坐艮向坤兼丑未」（坐東北向西南）。民國八十四年（1995年）初，廟殿建造完成。後續建造牌樓、圍牆、庭園，總工程花費新臺幣一億一千五百萬。於民國八十九年（2000年）二月初九日，舉行落成大典。
據廟方碑記，民國九十七年（2008年）四月二十七日，玉皇上帝敕封帝君為「趙聖輔天帝君」，並請領建醮意旨。於本年舉行「永昌宮五朝祈安清醮」。

## 主要特色

### 儀式特徵
每逢農曆二月十六日子龍廟永昌宮趙聖帝君誕辰時，寺廟會定期舉辦慶典，請水、煮油活動，只是科儀中的一部分，近年來，儀式已趨於定型化，固定每三年舉辦一次。
所謂「請水」，就是神明前往溪流或海邊掬水，以為儀式之用，有飲水思源之意。「煮油」則為台灣民間常見的廟會祈安儀式之一，多出現於建醮「入醮」科儀，其目的在於淨去附著於人身及物之穢氣，以求合境平安。從1951年起，於農曆2月14日至16日其中一天上午，前往鄰近溪流請水，並將水帶回廟內安置。下午則回庄進行煮油儀式，其儀式流程與其他亦進行煮油儀式的宮廟一致，但因子龍廟庄內大戶眾多，故在煮油隊伍前，設有敲鑼引路報信者，另在抬火油鼎者後，派一位挑擔者，視情況加油入鼎。

### 廟宇內
在本廟中，除了主祭神像外，其內部陳設可說是當地廟宇所未見，擁有異於其他廟宇之設擺設。進廟左方通道往後門的地方，擁有青龍塑像之水池；右方通道則是白額虎塑像的水池，象徵「左青龍、右白虎」。內部信徒所捐的造型壁磚，上鏤刻各種福慶吉祥圖。左右進廟拱門之壁磚為「二十四孝」，內部壁磚則大多和蜀漢五虎將、劉備、孔明的傳奇有關。廟外植有百年大榕樹二株，其金香爐上面之磁磚全部都是蜀漢五虎將的事蹟，如怒責督郵、斬黃巾賊、關公斬華雄、古城關張會、張飛智擒嚴顏、關羽戰黃忠、張飛鬥馬超、馬超鬥許褚等。

### 廟宇外
廟宇旁的塑像傳說具有靈性，相傳廟建成後其圍牆曾多次毀壞，且神奇的都是塑像旁邊圍牆毀壞，傳出有人於夜半聽見馬塑像長嘶吼後見到該塑像的馬將旁邊的圍牆踹爛。事後地方人士請法師向趙王爺請示，趙王爺下神諭：圍牆頂使用紅赭色為漆，這才使馬像平靜。之後陸續增建補強時，其圍牆一樣使用綠色的漆料為顏色。又有地方傳說，趙王爺的塑像每月均會騎馬環繞廟宇周邊巡視，還曾有為非作歹的盜賊、奸邪之人在被官吏和民眾追捕時，見到趙王爺的塑像之槍頭直接在渠之眼前晃動，當場驚愕到昏厥，而被繩之以法的故事。

## 民俗傳說
- 前駐日大使林金莖曾回憶其就讀復旦大學時，民國三十七年（1948年）共軍已打到上海附近，學校發給其在學證明可以轉學至台灣大學。林金莖原本買了太平輪船票，當晚卻夢見「趙子龍騎白馬抱著小孩，告訴我不可以搭太平輪」，因心中覺得不祥，遂改買中興輪船票，後聽說太平輪在上海吳淞口外與建元輪互撞沉沒，船上七百多人罹難。[6]:29-30

## 延伸閱讀
- 陳巨擘. . 佳里鎮公所. 1998: 頁374. 頁417–418. 頁451–452.
- 楊欽鑒計劃主持. . 大城北文化. 2011: 頁1-108. ISBN 9789868634244.

23°10′31″N 120°12′32″E / 23.175413°N 120.208781°E